# Урнайр
Урнайр (*д/н —377) — цар Кавказької Албанії у 313—377 роках. Ім'я перекладається як «Той, хто озброєний молотом».

## Життєпис
Походив з династії Албанських Аршакідів. Син царя Ваче I. У 313 році після смерті батька посів трон царства. У 314 році відвідав римську провінцію Сирія, де прийняв хрещення від Григорія Просвітника. За цим християнство оголошено державною релігією. Протягом усього правління Урнайра відбувалося формування Християнської церкви Кавказької Албанії.
Водночас був вірним васалом перського царя Шапура II, з сестрою якого він одружився. Спільно з останнім у 337—344 та 358—359 роках брав участь проти Римської Вірменії та Великої Вірменії, де посилився римський вплив. У 359 році Урнайр спільно Шапуром II вдерся до Сирії, де відзначився у захопленні важливого міста Аміда. Втім під час походу римського імператора Юліана у 363 році проти Персії не надав значної допомоги персам.
У 360-х роках опікувався внутрішніми справами: було проведено значні будівельні роботи в містах, надано привілеї церкві, яка також отримала маєтності. Водночас не переслідував прихильників зороастризму й поган, впровадивши принцип свободи віросповідування.
У 369 році підтримав наступ персів на Вірменію. У 371 році брав участь у битві при Дзіраві, де римо-вірменське військо завдало поразки персо-албанській армії. В результаті цього у Вірменії посів трон римський союзник цар Пап. Урнайр зазнав поранення, в результаті чого відмовився від участі у подальших битвах. Помер у 377 році. Йому спадкував син Вачаган II.

## Родина
Дружина — Асай I, донька Ормізда II
Діти:
- Вачаган II (378—383)
- Мірхаван (383—388)
- Сатой (д/н—399)